# Jean Tartanac
Jean Tartanac né le 10 avril 1759 à Flamarens (Gers) et mort à Agen (Lot-et-Garonne) le 12 janvier 1827 est un homme politique français, élu député du Gers le 3 septembre 1791 à l'Assemblée législative.

## Origines
Jean Joseph Tartanac est né le 10 avril 1759 à Flamarens (Gers) et mort à Agen (Lot-et-Garonne) le 12 janvier 1827. Il est issu du mariage le 11 janvier 1757 à Auvillar, de Jean Tartanac et de Philippe Eloy de Beauquesne. L'acte de mariage qualifie son père de « bourgeois et habitant la paroisse de Flamarent, 28 ans, fils de feu Marc et damoiselle Jeanne Plan Vigne ».

## Carrière - Vie politique
Jean Tartanac est homme de loi à Valence au moment de la Révolution. Il en adopte les principes, devient juge au tribunal du district de Valence (Gers). Il est élu député du Gers à l'Assemblée législative le 3 septembre 1791, le 5e sur 9, par 212 voix (283 votants). Il prend plusieurs fois la parole, pour appuyer l'envoi de forces en Seine-et-Oise et dans l'Eure, pour demander des secours en faveur des indigents, pour se plaindre des obstacles mis au départ des gardes-suisses, pour combattre la motion tendant à restreindre le nombre des témoins devant la haute cour. Il  fait en outre partie d'une députation au roi dans la journée du 20 juin. Rallié au 18 brumaire, il est nommé juge au tribunal d'appel d'Agen le 4 prairial an VIII, membre de la Légion d'honneur le 25 prairial an XII, et prend le titre de conseiller à la cour impériale d'Agen le 24 avril 1811, à la réorganisation des cours et tribunaux.
Député du Gers (Majorité réformatrice), il siège du 3 septembre 1791 au 20 septembre 1792.

## Distinctions
Jean Tartanac est nommé membre de la Légion d'honneur le 25 prairial An XII (14 juin 1804).
Il est anobli par lettres patentes du 11 septembre 1815 et nommé écuyer. Il prête serment en cette qualité, à l'audience de la Cour royale d'Agen, le 18 décembre 1815.

## Descendance
- Jean Tartanac épouse à Flamarens (Gers) Marguerite de Sabaros.
  - Eulalie Marguerite Tartanac (1795-1852) épouse Alphonse Marie Philippe de Mazade (1781-1831), seigneur de Percin, juge, président du tribunal civil de Moissac.
    - Charles Louis Jean Robert de Mazade-Percin (1820-1893), historien, journaliste, homme de lettres, membre de l'Académie française.

## Pour approfondir